# Us and Them (album)
Pour les articles homonymes, voir Us and Them.
Albums de Shinedown
Leave a Whisper
(2003) The Sound of Madness
(2005)
Singles
1. Save Me
Sortie : 16 août 2005
2. I Dare You
Sortie : 4 octobre 2005
3. Heroes
Sortie : 4 octobre 2005

Us and Them est le second album musical du groupe Shinedown sorti le 4 octobre 2005.

## Liste des chansons
| No  | Titre                  | Durée |
| --- | ---------------------- | ----- |
| 1.  | The Dream              | 0:59  |
| 2.  | Heroes                 | 3:24  |
| 3.  | Save Me                | 3:33  |
| 4.  | I Dare You             | 3:53  |
| 5.  | Yer Majesty            | 3:01  |
| 6.  | Beyond the Sun         | 4:13  |
| 7.  | Trade Yourself In      | 3:32  |
| 8.  | Lady So Divine         | 7:09  |
| 9.  | Shed Some Light        | 3:41  |
| 10. | Begin Again            | 3:50  |
| 11. | Atmosphere             | 4:17  |
| 12. | Fake                   | 4:04  |
| 13. | Some Day               | 3:18  |
| 14. | Save Me(acoustique)    | 3:23  |
| 15. | I Dare You(acoustique) | 3:54  |
| 16. | Some Day(acoustique)   | 3:15  |